# Eddie Large
Edward Hugh McGinnis (Glasgow, 25 de junho de 1941 - Bristol, 2 de abril de 2020), mais conhecido pelo seu nome artístico Eddie Large, foi um comediante britânico.

## Biografia
Seu pai, Teddy, serviu como oficial subalterno na Marinha Real Britânica durante a Segunda Guerra Mundial e depois que ele voltou da guerra, a família mudou-se para um cortiço em Oatlands, em Glasgow. 
Morreu vítima das complicações de COVID-19 no dia 2 de abril de 2020, aos 78 anos de idade.  Large sofria de problemas renais e cardíacos por vários anos.